# 建立多頭部位
建立多頭部位是投資學的名詞。
係指投資人預期能因證劵未來價格上漲獲利，而持有證劵的交易策略，其目的為買低賣高。建立多頭部位為最常見的證劵交易型態，因為投資人通常預期所持有的證劵，在一定期間後價格會上漲，扣除交易成本，加總持有期間的股利、利息收入與資本利得即為投資報酬，其中資本利得為證劵買賣價的差額。